# Escut de Moràvia
L'escut de Moràvia ha estat utilitzat durant segles representant Moràvia, una província tradicional de l'actual República Txeca. L'escut de Moràvia també està present en un dels camps de l'escut major de la República Txeca.

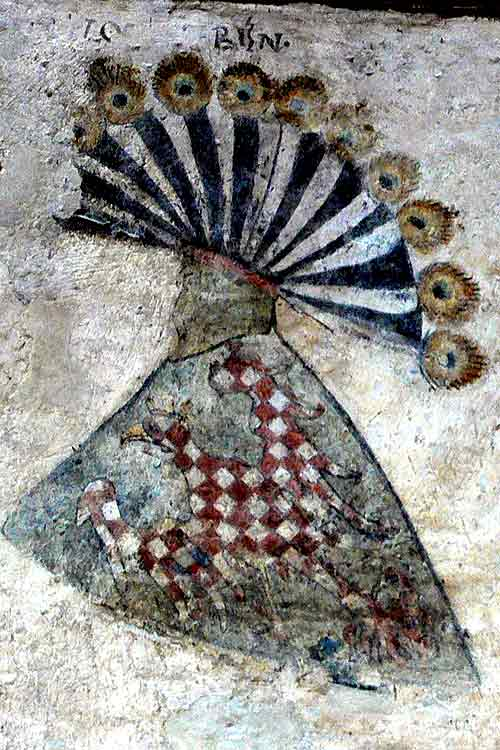
La representació del color més antiga conservada de l'escut d'armes del Margrave de Moravia (Gozzoburg)

## Àguila moravia
L'àguila moravia en la seva forma actual va ser creada a mitjan segle xiii per Ottokar II de Bohèmia. Aquest gravat moravià s'ha convertit en el rei de Bohèmia i a més del lleó de plata txec (originalment moravia) al camp vermell, ha començat (recentment) a utilitzar l'àguila morava quadrada vermella en el camp blau. L'àguila a quadres de color vermell platejat amb la corona d'or i l'armadura d'or (és a dir, bec, llengua i urpes) en un escut blau és en aquest moment capturada per obres d'art i documents oficials.

## Les més antigues representacions de colors de l'àguila moravia
La representació en color més antiga de l'àguila moravia es pot trobar a la sala del castell (palau) de Gozzoburg a Krems, perquè Otokar II de Bohèmia regnava sobre els països austríacs. Al més tard des de l'època de Luxemburg, l'àguila escamada de color plata es considerava l'escut del país de Moràvia. Segons alguns investigadors, aquests colors derivaven dels colors del lleó txec (un lleó platejat en un escut vermell) i expressaven el vincle de Moràvia amb el rei de Bohèmia i la monarquia txeca.

## Origen del tauler d'escacs de l'àguila moravia
L'àguila moravia es distingeix de moltes altres àguiles heràldiques pel seu distintiu tauler d'escacs (aquila scacata) o, segons la terminologia heràldica, de vegades també per damunt (aquila tesserata). El tauler d'escacs de l'àguila està documentat al segell més antic conegut de la ciutat de Znojmo des de l'1 de setembre de 1272. Es tracta de l'escut del senyor de la ciutat, del rei Ottokar II de Bohèmia (des del 1247 margrave moravia). En la concepció artística barroca, els escacs es conceben com un encaminament. Molts investigadors ja han intentat explicar l'origen del tauler d'escacs de l'àguila.

## Altres representacions de colors antics de l'àguila moravia
La galeria de l'escut de Carles IV data del 1361, al castell de Lauf, a prop de Nuremberg, construït per l'emperador Carles IV. el 1356 a la carretera del Reich entre Praga i Nuremberg sobre les ruïnes d'un antic castell de Stauf. Al seu escut, hi ha escuts de Moravia i Bohèmia, d'altres països, clergues, nobles i ciutats a la galeria de l'escut. El mural de l'àguila moravia també es troba a la part posterior de l'entrada de la sala del primer pis de la gran torre del castell de Karlštejn.

## Llibre Jihlava Legal

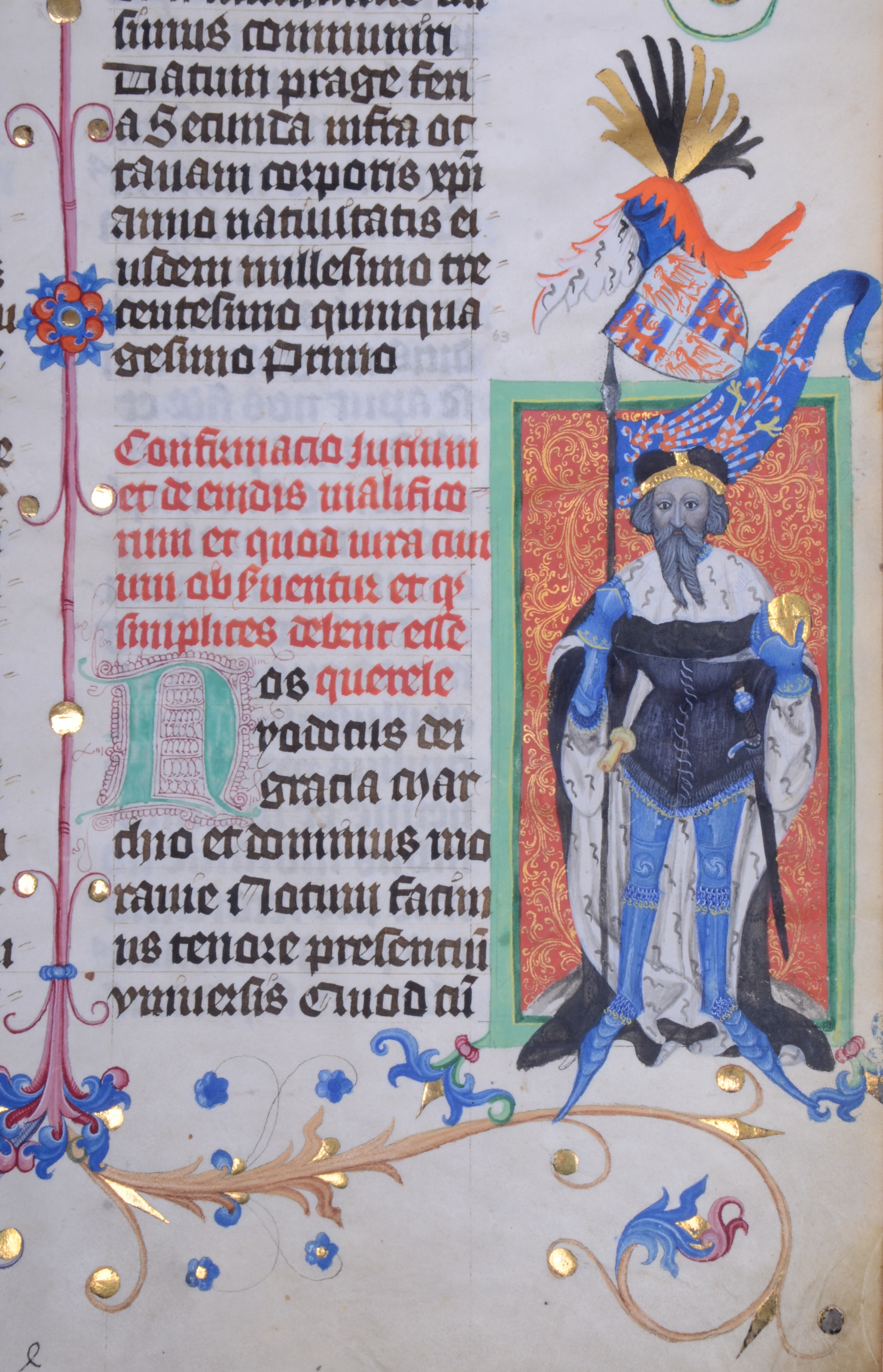
Jobst de Moràvia, miniatura al Còdex de Gelnhausen

Moltes representacions de l'àliga moravia representen il·luminació al llibre legal de Jihlava (Còdex Gelnhausen) del començament del segle xv (1407), escrit per un advocat Jan de Gelnhausen en menys de deu anys.
L'àguila moravia s'utilitza aquí en la decoració heràldica del text, en els escuts, les trapes de cavalls, però també en les pancartes portades pels margrafs moravians i els reis de Bohèmia dels segles XIII al XV, representats a cada ciutat privilegiada. emesos per ells: margrave moraví de 1228 a 1239 Přemysl, rei de Bohèmia de 1230 a 1253 Wenceslao I, margrave de Moravia de 1247 a 1278 i rei de Bohèmia de 1253 a 1278 Přemysl Otakar II, margrave de Moravia de 1333 a 1349 Carles I, rei de Bohèmia de 1346 a 1378 i emperador romà de 1355 a 1378 Carles IV, margrave de Moràvia de 1349 a 1375 John Henry, margrave de Moravia de 1375 a 1411 i rei romà de 1410 a 1411 Jošt de Luxemburg, també conegut com a Moravia. Apareix aquí sol i amb el lleó txec.

## La menció escrita més antiga de l'àguila moravia
La menció escrita més antiga de l'àguila moravia es pot trobar a la crònica versada d'Ottokar Styria, que descriu els fets ocorreguts a Europa central des de mitjan segle xiii fins a finals de la primera dècada del segle xiv.
Durant la batalla de Kressenbrunn el 12 de juliol de 1260, en què les tropes del rei bohèmia i del margrave moravià Ottokar II de Bohèmia van conquerir les tropes del rei hongarès Bela IV, es troba al costat de la bandera bohèmia (lleó blanc al camp vermell): „in einem rȏten samît ... ein lewe wîz" descriu la pancarta de Moràvia (àguila quadrada blanca): „ein geschâchzabelten arn von rȏter und von wîzer varbe“. Crònica de Ottokar Styria, vers 7259-7268: "Hern Dietrich Spatzmanen / sach man die banier leiten: / in einem rȏten samît breiten / was gewohrt ein lewe wîz. / ouch heten ir baniere flîz, / die von Merhaeren wârn: / ein geschâchzabelten arn / von rȏter und von wîzer varbe / sach man ob in begarbe / waejen von dem winde.".

## L'escut de l'emperador Frederic III. Habsburg

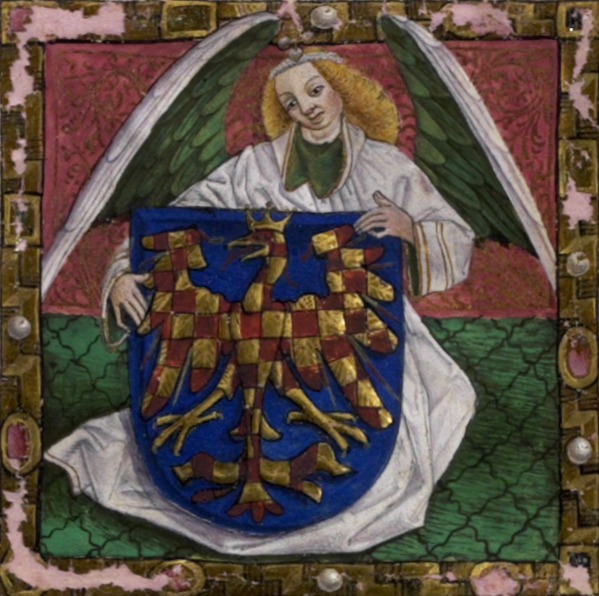
Miniatura amb l'escut de 1462 emès per Frederic III. Habsburg

Carta armorial (privilegi de signe) de l'emperador romà Frederic III. publicat el 7 de desembre de 1462 per iniciativa del governador de la província de Moràvia i mariscal del regne de Bohèmia, Henri de Lipá, va canviar el tint original de plata de l'àguila moravia canviant els camps d'escacs de plata a or, creant així el nou escut corporatiu ("color albus in glaucum sive aureum transmutetur" (color blanc canviat a groc o daurat)).
La seva emissió és un exemple d'influències internacionals en els moments difícils del regnat del rei Jordi de Poděbrady i d'interferències en els assumptes interns de la Corona bohèmia des de Frederic III. Habsburg la va concedir als dominis moravians com a emperador romà. Moravia, però, formava part de la Corona Bohèmia i, segons l'emperador i el rei Carles IV. va emetre lleis per fer aquesta acció, el monarca romà no tenia autoritat, perquè Moravia estava sota el domini directe del rei de Bohèmia.
Aquest privilegi imperial no va ser confirmat per George de Poděbrady i no corresponia a un ús normal. La Carta era vàlida perquè tenia tots els requisits legals però no era efectiva. El 1628, la carta va aparèixer a la llista de privilegis, que no haurien de contradir el sistema provincial recentment emès, i va ser així, així com molts altres privilegis "inofensius" més antics, llavors confirmats purament formalment aprovats per Ferran II, sense abordar explícitament. El privilegi de Frederic, però, abans o després del 1628 no tingué cap efecte sobre l'escut moravià, com ho demostren els articles parlamentaris publicats fins al 1838, les ordres provincials de 1545, 1562, 1604 i 1628.
Així ho confirma, per exemple, la còpia imperial del manuscrit del mapa de Müller de Moràvia del 1714-1716, dedicat a l'emperador Carles VI.

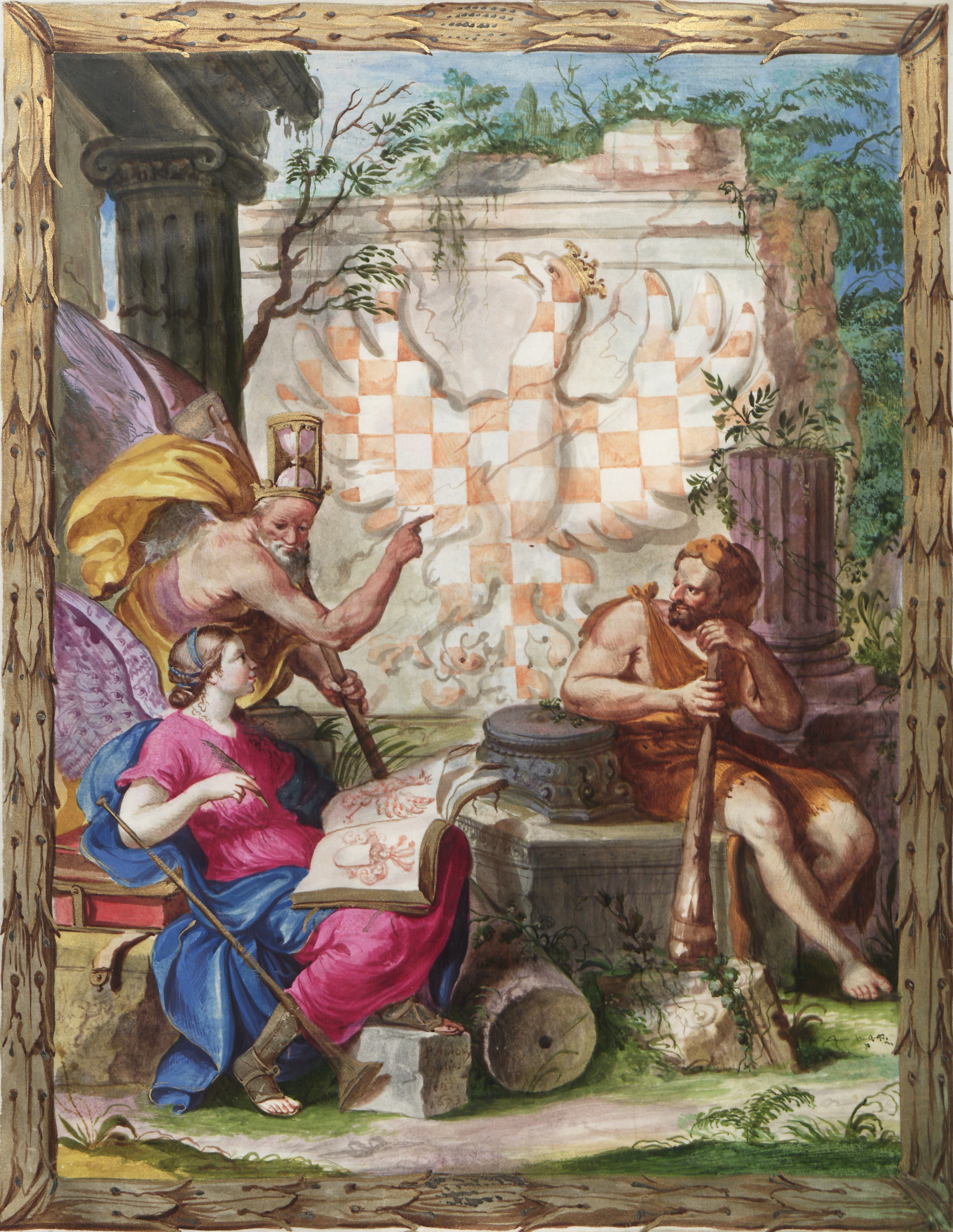
Llibre de l'Estat del Cavaller de 1671. El dibuix d'Antonín Martin Lublinský

El fet que l'àguila escamosa de color vermell platejat a l'escut blau sigui un signe del Margraviat de Moràvia també es confirma oficialment pels decrets imperials de la segona meitat del segle xviii i la primera meitat del XIX. Si el canvi de color de l'àliga moravia per un document de Frederic III. des del principi es va entendre com un canvi de l'emblema nacional, aleshores tots aquests decrets imperials serien actes que abolissin les disposicions d'aquest escut.
L'escut descrit en el privilegi de Frederic fou més tard, a finals del segle xviii, però sobretot a partir de la primera meitat del segle xix, anomenat escut de Moravia (alguns autors, polítics, partits, funcionaris ...). Pel que fa a Bohèmia, s'ha aplicat no com un element fortificant i unificador de l'estat, com els colors del lleó txec i l'àguila moravia des de mitjan segle xiii, sinó com un intent de molestar-lo. Aquesta situació va augmentar especialment a partir del 1848, quan el doble colorant dels símbols utilitzats per morvians i les autoritats regionals va provocar disputes. Per tant, la Carta no és un exemple del desenvolupament de l'estat mutu, sinó una interferència del poder extern amb les tendències centrífugues.

## Seglexix
El fet que l'escut de Moràvia es produís gràcies a la carta d'armaments del 7 de desembre de 1462 de dues formes a Moràvia va esdevenir un problema només al segle xix. L'escut centenari i oficialment vàlid era l'àguila d'escacs de color vermell platejat amb corona daurada i armadura a l'escut blau. La carta del 7 de desembre de 1462, tot i que no es va aplicar a la pràctica, més tard des de mitjan segle xix va permetre l'ús d'àguila a quadres vermelles i daurades per part de les autoritats provincials. A partir del final del segle xviii, els representants de l'administració provincial de Moràvia van començar a prendre consciència de la carta, sobretot a partir dels anys trenta i des dels anys quaranta del segle xix. Això va fer que esforçés cada cop més el reconeixement d'aquest escut de l'Emperador. Però no ho va reconèixer fins al 1915. Tot i que algunes de les declaracions de les autoritats de Viena han dit que no es dificulta l'ús d'àguila corbada i daurada. Al llarg del segle xix, la qüestió era si un escut vàlid però oficialment ineficaç de Frederic III. Habsburg té prioritat davant l'escut de Moravia usat i confirmat històricament.

## Segle XX
Fins al 1915, l'àguila quadrada i vermella s'utilitzava a l'escut gran i mitjà d'Àustria-Hongria. El 1915, els escacs d'una àguila que representava l'escut de Moravia a l'escut mitjà es va canviar de plata vermella a or roig, quan a l'octubre de 1915 es va anunciar públicament un canvi a l'escut nacional austrohongarès. L'escut es va utilitzar llavors els anys 1915-1918.

### República Txecoslovaca
Després de la creació de Txecoslovàquia, l'escut de Moravia, que va passar a formar part de l'escut estatal de la República Txecoslovaca, va tornar a la plata. Des de 1918, l'àguila a quadres de l'escut de Moravia torna a estar unida de color vermell platejat. Aquest fet va ser confirmat per la Llei núm. 252/1920 Coll i, en els darrers temps, quan es va crear la República Txeca, la Llei núm. 3/1993 Coll., En el sentit de la Constitució de la República Txeca, que estableix clarament Bohèmia., Moràvia i Silèsia.

### República Txeca
L'escut de Moravia ara forma part del gran escut nacional de la República Txeca, descrit a la Llei de Símbols de l'Estat de la República Txeca: "El gran escut nacional consisteix en un escut dividit, en el primer i el quart camp vermell és un lleó amb dues cues d'argent en un salt amb una corona d'or i una armadura d'or. Al segon camp blau hi ha una àguila a quadres vermella plata amb una corona d'or i una armadura en or. Al tercer camp d'or. és una àguila negra amb una creixent de plata sobremesa per cambrers i al centre amb una creu, amb una corona d'or i una armadura vermella."

## Segle XXI

### Escut a les regions
Després de la seva creació, les noves regions van obtenir el dret a demanar a la Cambra dels Diputats del Parlament de la República Txeca un escut i una bandera. La Subcomissió d'Heràldica i Vexillologia de la Cambra dels Diputats ha recomanat a les regions que tinguin en compte en el seu escut (i banderes) la seva afiliació històrica als països d'origen. Les regions de Bohèmia van ser recomanades pel lleó txec, la regió moravo-silèsia, l'àguila silèsia, les regions i les regions de la qual forma part de Moravia, l'àguila moravia. L'àguila moravia d'aquest escut és considerada una àguila escamada vermella platejada, que es basa en l'escut del Regne de Bohèmia i l'escut de la monarquia austrohongaresa.

### Escut a la regió de Moràvia Meridional
L'escut de la regió de Moràvia del Sud té dues àguiles. En el primer camp de l'escut quartat hi ha una àguila moravia i en el quart camp una àguila coronada d'escacs daurat amb armadura d'or. Això correspon a la bandera de la regió, que és l'àguila moravia al camp superior del blau del pol superior de la fulla quarterada i al camp blau flairejant àliga coronella de color groc-vermell amb armadura groga.
El lleó txec, l'àguila silèsia i l'àguila moravia són figures heràldiques i vexil·lògiques úniques. No cal descriure-les amb més detall.